# Clapperton Ridge
Clapperton Ridge är en bergstopp i Antarktis. Den ligger i Västantarktis. Argentina, Chile och Storbritannien gör anspråk på området. Toppen på Clapperton Ridge är 792 meter över havet.
Terrängen runt Clapperton Ridge är kuperad söderut, men norrut är den platt. Trakten är obefolkad. Det finns inga samhällen i närheten. 